# Ligne 5 du S-Bahn de Berlin
Pour les articles homonymes, voir S5.
La ligne 5 de la S-Bahn de Berlin (S-Bahnlinie 5 ou S5) est une des 16 lignes du réseau S-Bahn de Berlin. D'une longueur de 48,8 km et desservant 30 gares dont 9 en Brandebourg et 21 à Berlin, elle assure avec la ligne 3, la ligne 7 les liaisons est ↔ ouest de la capitale allemande. Son terminus est se situe à la gare de Strausberg-Nord à Strausberg dans le Brandebourg et celui de l'ouest à la gare de Berlin Westkreuz.

## Historique
La ligne 5 emprunte plusieurs lignes de chemin de fer : 
- 9,1 km sur la ligne Strausberg-Strausberg Nord, ouverte en 1955 et électrifiée en 1956
- 27,9 km sur une partie de la ligne de Prusse-Orientale, ouverte le 1er octobre 1966 et électrifiée le 6 novembre 1928.
- Les 11,2 km du Stadtbahn de Berlin, ouvert le 7 février 1882 et électrifié le 11 juin 1928.
- Une petite portion (1,4 km entre Charlottenburg et Westkreuz) de la ligne de Berlin à Blankenheim

## Liste des gares
En partant de l'extrémité est de la ligne 5 (Les gares en gras servent de départ ou de terminus à certaines missions) : 
| PK   |  |   |  | Gare                                      | Zone tarifaire | Quartier berlinois/ Commune brandebourgeoise | Correspondances,                                                                                  | Ligne ferroviaire          |
| ---- |  | - |  | ----------------------------------------- | -------------- | -------------------------------------------- | ------------------------------------------------------------------------------------------------- | -------------------------- |
| 0,0  |  | • |  | Strausberg-Nord (Strausberg Nord)         | C              | Strausberg                                   |                                                                                                   | Strausberg—Strausberg-Nord |
| 2,1  |  | • |  | Strausberg-Ville (Strausberg Stadt)       | C              | Strausberg                                   |                                                                                                   | Strausberg—Strausberg-Nord |
| 5,8  |  | • |  | Hegermühle                                | C              | Strausberg                                   |                                                                                                   | Strausberg—Strausberg-Nord |
| 9,0  |  | o |  | Strausberg                                | C              | Strausberg                                   | (Tram de Strausberg 89)                                                                           | Strausberg—Strausberg-Nord |
| 12,0 |  | • |  | Petershagen Nord (Petershagen Nord)       | C              | Petershagen/Eggersdorf                       |                                                                                                   | Prusse-Orientale           |
| 13,9 |  | • |  | Fredersdorf                               | C              | Fredersdorf-Vogelsdorf                       |                                                                                                   | Prusse-Orientale           |
| 18,0 |  | • |  | Neuenhagen                                | C              | Neuenhagen bei Berlin                        |                                                                                                   | Prusse-Orientale           |
| 19,9 |  | • |  | Hoppegarten                               | C              | Hoppegarten                                  |                                                                                                   | Prusse-Orientale           |
| 21,7 |  | • |  | Birkenstein                               | C              | Hoppegarten                                  |                                                                                                   | Prusse-Orientale           |
| 23,3 |  | o |  | Mahlsdorf                                 | B              | Mahlsdorf                                    | Tramway de Berlin                                                                                 | Prusse-Orientale           |
| 24,6 |  | • |  | Kaulsdorf                                 | B              | Kaulsdorf                                    |                                                                                                   | Prusse-Orientale           |
| 25,7 |  | o |  | Wuhletal                                  | B              | Kaulsdorf Biesdorf                           |                                                                                                   | Prusse-Orientale           |
| 24,6 |  | • |  | Biesdorf                                  | B              | Biesdorf                                     |                                                                                                   | Prusse-Orientale           |
| 29,4 |  | o |  | Friedrichsfelde-Est (Friedrichsfelde Ost) | B              | Marzahn                                      | Tramway de Berlin · Tramway de Berlin · Tramway de Berlin                                         | Prusse-Orientale           |
| 31,0 |  | o |  | Lichtenberg                               | B              | Lichtenberg                                  | Tramway de Berlin · Tramway de Berlin                                                             | Prusse-Orientale           |
| 32,4 |  | o |  | Nöldnerplatz                              | B              | Rummelsburg                                  |                                                                                                   | Prusse-Orientale           |
| 33,6 |  | o |  | Ostkreuz                                  | A              | Friedrichshain                               |                                                                                                   | Prusse-Orientale           |
| 34,8 |  | o |  | Warschauer Straße                         | A              | Friedrichshain                               | Tramway de Berlin · Tramway de Berlin                                                             | Prusse-Orientale           |
| 35,8 |  | o |  | Gare de l'Est (Ostbahnhof)                | A              | Friedrichshain                               |                                                                                                   | Stadtbahn                  |
| 36,9 |  | o |  | Jannowitzbrücke                           | A              | Mitte                                        |                                                                                                   | Stadtbahn                  |
| 38,0 |  | o |  | Alexanderplatz                            | A              | Mitte                                        | Tramway de Berlin · Tramway de Berlin · Tramway de Berlin · Tramway de Berlin                     | Stadtbahn                  |
| 17,1 |  | o |  | Hackescher Markt                          | A              | Mitte                                        | Tramway de Berlin · Tramway de Berlin · Tramway de Berlin · Tramway de Berlin · Tramway de Berlin | Stadtbahn                  |
| 39,8 |  | o |  | Friedrichstraße                           | A              | Mitte                                        | Tramway de Berlin · Tramway de Berlin                                                             | Stadtbahn                  |
| 41,2 |  | o |  | Gare centrale (Hauptbahnhof)              | A              | Moabit                                       | Tramway de Berlin                                                                                 | Stadtbahn                  |
| 43,0 |  | o |  | Bellevue                                  | A              | Hansaviertel                                 |                                                                                                   | Stadtbahn                  |
| 44,1 |  | o |  | Tiergarten                                | A              | Hansaviertel                                 |                                                                                                   | Stadtbahn                  |
| 45,0 |  | o |  | Zoologischer Garten                       | A              | Charlottenbourg                              |                                                                                                   | Stadtbahn                  |
| 46,0 |  | o |  | Savignyplatz                              | A              | Charlottenbourg                              |                                                                                                   | Stadtbahn                  |
| 47,0 |  | o |  | Charlottenbourg (Charlottenburg)          | A              | Charlottenbourg                              |                                                                                                   | Stadtbahn                  |
| 48,4 |  | o |  | Westkreuz                                 | A              | Charlottenbourg                              |                                                                                                   | Berlin—Blankenheim         |

### Gares ayant changé de nom
- Giebelsee est devenue Petershagen Nord en 1967
- Lichtenberg-Friedrichsfelde est devenue Lichtenberg en 1954
- Neu-Lichtenberg est devenue Nöldnerplatz en 1954
- Stralau-Rummelsburg est devenue Ostkreuz en 1933
- Schlesischer Bahnhof (« gare de Silésie ») est devenue Hauptbahnhof (« gare centrale ») en 1987 et Ostbahnhof (« gare de l'est ») en 1999
- Börse est devenue Marx-Engels-Platz en 1951 et Hackescher Markt en 1992
- Ausstellung (« Exposition ») est devenue Westkreuz en 1932